# Hold on Tight
Hold on Tight es el álbum debut de la banda estadounidense de Punk Pop Hey Monday. Todas las canciones fueron coescritas por los miembros de la banda. Hasta el momento han editado dos sencillos con su respectivo vídeo, "Homecoming" y "How You Love Me Now". Fue producido por S*A*M (Sam Hollander) y Sluggo, quienes han trabajado con artistas como Gym Class Heroes y The Academy Is... .

## Track listing
| N.º | Título                   | Letras                                                | Duración |  |
| 1.  | «Set Off»                | Mike Gentile, Sam Hollander, Dave Katz, Cassadee Pope | 3:27     |  |
| 2.  | «How You Love Me Now»    | Hollander, Katz, Cassadee Pope, Butch Walker          | 3:18     |  |
| 3.  | «Homecoming»             | William Beckett, Hollander, Katz, Cassadee Pope       | 3:58     |  |
| 4.  | «Obvious»                | Hollander, Katz, Cassadee Pope                        | 3:29     |  |
| 5.  | «Candles»                | Gentile, Hollander, Katz, Cassadee Pope               | 2:55     |  |
| 6.  | «Run, Don't Walk»        | Hollander, Katz, Cassadee Pope                        | 3:43     |  |
| 7.  | «Josey»                  | Gentile, Pope                                         | 3:19     |  |
| 8.  | «Hurricane Streets»      | Gentile, Hollander, Katz, Cassadee Pope               | 3:07     |  |
| 9.  | «Arizona»                | Gentile, Hollander, Katz, Pope                        | 3:37     |  |
| 10. | «Should've Tried Harder» | Cassadee Pope                                         | 3:07     |  |
| 11. | «6 Months»               | Cassadee Pope                                         | 3:37     |  |

## Charts
El álbum no logró entrar en el US Billboard 200, pero sí en el Top Heatseekers Chart llegando al puesto número 11.

## Créditos
- Cassadee Pope  - Voz
- Michael Moriarty  – Bajo
- Mike Gentile  – Guitarra
- Alex Lipshaw  – Guitarra
- Elliot James  – Batería
- Bobby Nolan  – Teclados

- Datos: Q1756104